# Diskografija Safeta Isovića
Ovaj članak sadrži informacije o glazbenim izdanjima bosanskohercegovačkog umjetnika i doajena sevdalinke Safeta Isovića.

## 1957
- Kad ja pođem iz Sarajeva grada
- Kasno prođoh kraj Morića hana

## 1958
- Što li mi se Radobolja muti
- Trepetiljka trepetala

## 1962
- Gornju Tuzlu opasala guja
- Od kako sam sevdah svezo
- Mislio sam svaki dan
- Kad ja pođoh draga od Saraj'va grada

## 1963
- Imal jada ko kad akšam pada
- Sinoć dođe tuđe momče
- Boluje Anka Prijedorka
- Djevojčice mala

### 1963 - 2
- Telal viče po Hercegovini
- Divno Sarajevo, Ilidža te krasi
- Tamo dolje niz mahalu
- Čudila se aman ja

## 1964
- Dobio sam tri poljupca
- S jablana crven listić pao
- Trepetiljka Trepetala
- Mujo kuje

### 1964 - 2
- Jablani se povijaju 1
- Jablani se povijaju 2

### 1964 - 3
- Mehmed paša
- U baštici ruža vene
- Iziđi, der Fato
- Evo ovu rumen ružu

### 1964 - 4
- Mujo gleda u mahali Zlatu
- Koja gora razgovora nema
- Iziđi, der Fato
- Hej Munira đe ti je Muharem

### 1964 - 5
- Sjetuje me majka
- Zelen lišće goru kiti
- Zašto si me majko rodila
- Stara staza

## 1965
- Sevdahom sam goru okitio

### 1965 - 2
- Zvijezda tjera mjeseca
- Meha majka
- Pogledajte šta mi fali
- Naša lijepa Samka

## 1966
- Kono Fato
- Po zvjezdanom nebu mjesec kreće

### 1966 - 2
- Pjesma Sarajevu
- Pod beharom
- Jablani se povijaju
- Dobio sam zumbul cvijeće

### 1966 - 3
- Sve djevojke iz mahale
- Pozdravi je, sunce milo
- U mostaru, majko
- Oj Zekija

## 1967
- Radujem se svijetlu dana
- Sjećaš li se draga prošlog ljeta
- Đul Halima
- Leptirići mali

### 1967 - 2
- Ti si draga
- Hej moj jarane
- Dilber dika
- Đela Fato

## 1968
- Ako hoće hoće
- Propio se Dujčin Petar
- Kad bi znala
- Sabah zora

### 1968 - 2
- Na mezaru majka plače
- Zelen orah
- Da sam pčela
- Konja vodim

### 1968 - 3
- Spremio sam svog dorata
- Idem kući a već zora
- Djevo, djevo
- Da Zna Zora

## 1969
- Hej, šoferi
- Nikome te nedam
- Prijatelju moj
- Moj jarane

### 1969 - 2
- Ja u klin ti u ploču
- Sunce ljubavi
- Haj, Sarajevo znaj
- Andželija

## 1970
- Kad sretneš Hanku
- Sve što mine, povratka mu nema

### 1970 -2
- Sjaj mjeseče žut
- Dilber Dika

### 1970 - 3
- Šta ćes meni ti, šta ću tebi ja
- Ah te žene, vile bijele
- Na aleji staroj
- Nemoj samo o njoj

## 1971
- Danas jedna, sutra druga
- Ako me još voliš
- Ne mogu više bez nje
- Jednu ljubim a mislim na drugu

### 1971 - 2
- Hajro, Hajrija
- Jedna ode druga dođe

### 1971 - 3
- Kad ja pođoh na Bembašu
- Sarajčice hajdemo

### 1971 - 4
- Život sam ti draga dao
- Zašto stalno pijem

## 1972
- Ne ljubi ciganku
- Obećanje ludom radovanje

### 1972 - 2
- Svi su ljudi isti
- Samo osta jedna mala
- Niti s tobom, nit' bez tebe
- Ženo bola mog

## 1973
- Moj Konjicu mili
- Šta bi sevdah bez nas dvoje

## 1974
- Kraj bagrema
- Moj ahbabu

### 1974 - 2
- Stara Staza
- Pjesma Neretvi

## 1975
- Đul Zulejha
- Oj Safete, Sajo Sarajlijo

### 1975 - 2
- Lovačka pjesma
- Ostala je u sječanju

### 1975 - 3
- Ti si draga
- Hej moj jarane
- Dilber Dika
- Đela Fato

### 1975 - 4
- Šeher grade Banjaluko mila
- Uzeh đugum i maštrafu

### 1975 - 5
- Voljela je mene lažno
- Dođi mi dođi draga

## 1976
- Dok je tvoga đula
- Niz polje idu babo sejmeni

### 1976 - 2
- Pjesma Gavrilu Principu
- Koja gora Ivo

### 1976 - 3
- Putuj vjetre
- U Haremu Aziz Abdualaha

## 1977
- Nova će ljubav doći
- Dva zrna grožđa

### 1977 - 2
- Ko se jednom napije vode s Baščaršije
- Ja sam lovac od imena

## 1979
- Ja sam čovjek od meraka
- Doživjet ću sto godina

### 1979 - 2
- Ne vjeruj joj jarane
- Bosno moja

## Albumi

### Izabrane sevdalinke 1
- Put putuje Latifaga
- Zaprosio Alija
- Da zna zora
- Omer beže
- Koliko je Prijedor polje
- Đul Zulejha
- Što li mi se radobolja muti
- Na put se spremam
- Čudila se aman ja
- Ah meraka

### Izabrane sevdalinke 2
- Na Bembaši na Babića bašči
- Ašikuje Adem aga
- San zaspala
- Ja prošetah Hano
- Platno bjeli Sarajka djevojka
- U Šeheru kraj bisera Vrbasa
- Hej otkako se sevdah svezo
- Moj zumbule
- Od danas te draga
- Haj, došla Drina

### Biseri sevdaha 1979
- Na Bembaši na Babića bašči
- Put putuje Latif-aga
- Zaprosio ALija
- Da zna zora
- Omer beže
- Što ti je Stano mori
- Jel ti žao sto se rastajemo
- Bolna leži dilber Duda
- Povela je Jelka
- Platno bijeli Sarajka djevojka

### Najljepše sevdalinke
- Bosno moja
- San zaspala
- Kiša bi pala
- Dok je tvoga đula
- U Šeheru kraj bistra Vrbasa
- Moj zumbule
- Kad sretneš Hanku
- Grana od bora
- Djevojka sokolu zulum učinila
- Jablani se povijaju
- Na Bembaši na Babića bašči
- Moj dilbere
- Balada o Morićima
- Oči moje kletvom bih vas kleo
- Nigdje zore ni bijela dana

### Ne vjeruj joj jarane
- Ne vjeruj joj jarane
- Bosno moja
- Trepetaljka trepetala
- Odakle se kćerko, čuju pjesme divne
- Haj, san zaspala
- Koja gora razgovora nema
- Iziđider Fato
- Hej, Munira đe ti je Muharem
- Zelen lišće goru kiti
- Zašto si me majko rodila
- Stara straza
- Pozdrav šaljem dragoj na daleko

### Najljepše pjesme
- Ja sam čovjek od meraka
- Doživjeću sto godina
- Prođoh Bosnom kroz gradove
- Jahao sam konja
- Ja sam lovac od imena
- Ko se jednom napije vode s Baščaršije
- Pokraj kuće male
- Od Sarajeva do Mostara
- Zarasle su staze moje
- Divno Sarajevo
- Dva jarana
- Žena očiju plavih
- Tuđe ruke
- Danas jedna, sutra druga
- Uzdaj se u mene
- Jedna čerga
- Ne pitaj me majko

### 1971-Sjetuje me majka
- Ašik momče
- Vrbas voda nosila jablana
- Pozdravi je sunce milo
- Sjetuje me majka
- Mujo gleda u mahali Zlatu
- U Mostaru majko
- Zelen lišće goru kiti
- Pod Tuzlom se zeleni Meraja
- Sve djevojke iz mahale
- Sarajčice, hajdemo
- Koliko je Prijedor polje
- Oj, Zekija

### Moj zumbule, brigo moja
- Kad ja pođoh na Bembašu
- Oj, djevojko Hercegovko
- Haj Banjaluko
- Moj zumbule, brigo moja
- Svud je kiša, svud je blato
- Šta je uzrok, moj dragane
- Đul Zulejha
- Oj Safete, Sajo, Sarajlijo
- Sarajčice hajdemo
- Koja gora Ivo
- U haremu Aziz Abdulaha
- Putuj vjetre

### Prođoh Bosnom kroz gradove
- Prođoh Bosnom kroz gradove
- Braća Morići
- Kiša bi pala
- Zmaj od Bosne
- Zarasle su staze
- Na mezaru majka plače
- Od Sarajeva do Mostara
- Ko se jednom napije
- Tuđe ruke
- Zena očiju plavih
- Danas jedna, sutra druga
- Ja sam čovjek od meraka
- Doživjeću sto godina
- Jahao sam konje
- Ja sam lovac od imena

### Sevdalinke
- Đaurko mila
- Ašikuje Adem aga
- San zaspala
- Ja prošetah Hano
- Banja luko
- U šeheru kraj bistra Vrbasa
- Haj od kako sam sevdah svezo
- Moj zumbule
- Od danas te draga
- Došla Drina

### 40 godina estrade
- Bosno moja
- Djevojka sokolu zulum učinila
- Jablani se povijaju
- Kiša bi pala
- Moj dilbere
- Moj zumbule
- Na Bembaši na Babića bašči
- Ah meraka
- Ašikuje Adem aga
- Da zna zora
- Đul Zulejha
- Omer beže
- Put putuje Latif aga
- San zaspala
- U šeheru kraj bistra Vrbasa

### Šta se ovo Bosnom čuje - 1986
- Šta se ovo Bosnom čuje
- Grana od bora
- Oči moje kletvom bih vas kleo
- Oj, javore, javore
- Zaplakala stara majka
- Sjecaš li se, draga ti
- Evo ovu rumen ružu
- Mislio sam svaki dan
- Vozila se po Vrbasu lađa

### Dva jarana - 1987
- Dva jarana
- Žena očiju plavih
- Tuđe ruke
- Danas jedna, sutra druga
- Uzdaj se u mene
- Jedna čerga
- Ne pitaj me majko
- Cako, cakana

### Za dušu i sjećanje - 1988
- Uzdaj se u mene
- Jedna čerga
- Dva jarana
- Tuđe ruke, tuđe usne
- Ne pitaj me majko
- Moj dilbere
- Grana od bora
- Moj zumbule
- Jablani se povijaju
- Nigdje zore ni bijela dana

### Za dušu i sjećanje 2 - 1991
- Prođoh Bosnom kroz gradove
- Nemoj samo o njoj
- Da sam sjajna mjesečina
- Bulbul pjeva okolo Mostara
- Od kako je Banja luka postala
- Na mezaru majka plače
- Kad bi znala
- Pjevaj Bosno pa me razveseli
- Anđelija

### Bosno moja poharana - 1995
- Bosno moja poharana
- Slavuj ptica mala
- Ja u klin, ti u ploču
- Sve behara
- Šta bi bilo s đuzel đula
- Ni bajrami više nisu
- Sjetuje me majka
- Ah, te žene
- Šta ćes meni ti
- Sarajke

### Car sevdaha - 1995
- Ja sam čovjek od meraka
- Doživjeću sto godina
- Prođoh Bosnom kroz gradove
- Jahao sam konje
- Ja sam lovac od imena
- Ko se jednom napije vode s Baščaršije
- Pokraj kuće male
- Od Sarajeva do Mostara
- Zarasle su staze moje
- Divno Sarajevo
- Dva jarana
- Žena očiju plavih
- Tuđe ruke

### Šehidski rastanak -1996
- Uvod
- Šehidski rastanak
- Dvije planine
- Slavuj ptica mala
- Kadiraga skadranine
- Jahao sam konje
- Divno Sarajevo
- Ni bajrami više nisu
- Sjetuje me majka
- Čempres viti
- Svukud kiša
- Sarajevski dućani
- Od sabaha do akšama

### Da zna zora CD 1 - 1999
- Ašik momče kroz mahalu
- Čempres viti
- Ciganka
- Da zna zora
- Kad ja pođoh na Bentbašu
- Kad sretneš Hanku
- Ašikuje Ademaga
- Ne mogu bez nje
- Oj javore, javore
- Da sam sjajna mjesečina
- Pod Tuzlom se zeleni meraja
- Pozdravi je, sunce milo
- Banja Luko vatrom izgorjela
- Rijeko Bosno
- Sjetuje me majka
- Tebi majko misli lete
- U haremu Aziz Abdualaha

### Da zna zora CD 2 - 1999
- Na Bentbaši na Babića bašti
- Jednu ljubim a mislim na drugu
- S Gradačca bijele kule
- Bulbul pjeva okolo Mostara
- Platno bijeli Sarajka djevojka
- Haj, Banja Luko
- Mislio sam svaki dan
- Fatima
- Put putuje Latifaga
- Ne ljubi ciganku
- Gdje je sada lijepa Halima
- Omer beže
- Lijepi li su Mostarski dućani
- Šehidski rastanak
- Jablani se povijaju

### Da zna zora CD 3 - 1999
- Ne vjeruj joj jarane
- Grana od bora
- San zaspala
- Ja prošetah Hano
- Zaplakala stara majka
- Sjećaš li se draga
- Evo ovu rumen ružu
- Danas jedna sutra druga
- Vozila se po Vrbasu lađa
- Djevojka sokolu zulum učinila
- Pozdrav saljem dragoj
- Dok je tvoga đula
- Na put se spremam
- Gornju Tuzlu opasala guja
- Ne pitaj me majko
- I nova će ljubav doći
- Aman Bosno moja
- Đul Zulejha

### Da zna zora CD 4 - 1999
- Jedna čerga meni dosta
- Putuj vjetre
- Šta se ovo Bosnom čuje
- Sto li mi se Radobolja muti
- Vratnik pjeva
- Čudila se aman ja
- Oj Zekija
- Vrbas voda nosila jablana
- Sve djevojke iz mahale
- Malenim sokakom
- Moj zumbule
- Otkako je Banja Luka postala
- U Šeheru kraj bistra Vrbasa
- Haj došla Drina
- Moj bagreme
- U Mostaru majko
- Kiša bi pala
- U Stambolu na Bosforu

### Malenim sokakom ne prolazim više - 1980
- Malenim sokakom
- U baštici ruža vene
- U Mostaru, majko
- Prolazi jesen
- Kada moja mladost prođe
- Raz

## Vanjske povezice
- Safet Isović